# Люмпени
Лю́мпени (люмпен-пролетаріат, лумпен-пролетаріат, нім. Lumpen-proletariat, від нім. Lumpen — «лахміття») — декласовані верстви населення, що опинилися на «дні» суспільства й нездатні до самостійного організованого руху, хоча висувають завищені соціальні вимоги й претензії.
Термін «люмпен» впровадив Карл Маркс для позначення найзнедоленіших верств пролетарського класу. Під ними розуміються представники суспільних прошарків, що в соціальній ієрархії стоять поряд з пролетаріатом, але зазвичай не наділені «класовою свідомістю».
На сьогоднішній загальноприйнятий погляд, люмпени — це, наприклад: волоцюги, жебраки, безпритульні, шльондри, наркомани, алкоголіки.
Збільшення частки таких верств населення та поширення психології люмпенів веде до люмпенізації суспільства.